# Jean-Michel Raymond (football)
Jean-Michel Raymond, né le 24 août 1959 à Koléa (Algérie française), est un footballeur français. Il joue comme gardien de but.

## Carrière de joueur
Jean-Michel Raymond joue successivement dans les équipes suivantes : Toulouse FC, Olympique lyonnais et AS Muret.  
À Lyon il est la doublure de Slobodan Topalović. Il dispute au total 2 matchs en première division et 28 en deuxième.